# مارات گانیف
مارات گانیف (انگلیسی: Marat Ganeyev؛ زادهٔ ۶ دسامبر ۱۹۶۴) دوچرخه‌سوار اهل روسیه است.
وی در مسابقات کشوری و بین‌المللی در مجموع برندهٔ ۱ مدال برنز شده‌است.